# قائمة زملاء الجمعية الملكية المنتخبين في 1716
هذه الصفحة تعرض قائمة زملاء الجمعية الملكية المُنتخبين لعام 1716.

## الزملاء
- Hodges baronets [الإنجليزية]‏
- Thomas Cartwright (politician) [الإنجليزية]‏
- Claudius Amyand (surgeon) [الإنجليزية]‏